# Brassia
 Brassia  es un género de orquídeas que tiene  unas 30 especies simpodiales de hábito epífitas. Se encuentran en las selvas umbrías y húmedas de las montañas de Centroamérica y Suramérica tropicales, en altitudes inferiores de 1500 m.

## Descripción
Son epífitas o terrestres, pequeñas hasta grandes, con rizoma corto o con menos frecuencia alargado y rastrero; tallos secundarios generalmente engrosados en pseudobulbos subgloboso-ovoides, oblongo-ovoides hasta cilíndricos, generalmente 1–3-foliados (raras veces 4-foliados) apicalmente, lateralmente revestidos con varias vainas imbricadas con limbos foliares. Hojas y limbos de las vainas generalmente bastante angostos, conduplicados. Inflorescencias en racimos o raras veces panículas, erectas o encorvadas, paucifloras a multifloras, emergiendo de la base de los pseudobulbos o de las axilas de las hojas, las flores generalmente grandes y vistosas, las brácteas generalmente mucho más cortas que los ovarios pedicelados; sépalos libres y patentes, angostamente lanceolados a linear-lanceolados, angostamente acuminados hasta caudados, todos aproximadamente de igual longitud o los sépalos laterales mucho más largos que el dorsal; pétalos similares al sépalo dorsal o más pequeños que este; labelo patente, simple o inconspicuamente 3-lobado, más corto que los sépalos, sésil, disco con 1 callo longitudinalmente 2-laminado, 2-carinado o surcado, a veces piloso o verrugoso-glanduloso; columna corta y erecta, sin alas ni pie, longitudinalmente acanalada en la cara anterior, clinandro con el borde más o menos truncado, antera terminal, operculada, incumbente, 1-locular o imperfectamente 2-locular, polinios 2, cartilaginosos. Cápsulas elipsoides, obovoides o cilíndricas.>
Se ha descubierto que este género está relacionado para su polinización con las avispas hembras de los géneros 
Pepsis y Campsomeris que golpean en la columna intentando desprenderla para consumirla. Al estar empujando en el labelo, y en su lucha se le pega el polinio en su cabeza. Entonces al marchar a otra flor el polinio se adhiere en el fondo de la columna cuando entra en el estigma.
Este género se caracteriza por pseudobulbos llamativos con una o dos hojas dicótomas en el ápice. Las hojas son parecidas a brácteas rodeando la base. La inflorescencia, que generalmente no tiene ramificaciones, se eleva lateralmente y tiene unas brácteas florales pequeñas y llamativas.
El callo de la flor localizado en la base del labelo generalmente consiste en dos lamelas paralelas que pueden tener un diente apical, que puede estar separado o unido a los lamelas.
La forma y color del callo es el mayor signo distintivo entre cada una de las especies.
Generalmente el labelo es liso pero en unas pocas especies tiene verrugas y una superficie áspera irregular, también está libre de la columna y no presenta espuela por detrás. No presentan pie de columna y es corto, con 2 lóbulos laterales carnosos, opuestos lateralmente que incluso rodean la base del callo. La antera es el apéndice de la columna, y transporta 2 Polinia duros, unidos a una estípite rectangular.

Estas orquídeas se pueden encontrar sobre helechos arborescentes o sobre un sustrato de grano suelto medio.

## Hábitat
Se encuentran en las selvas humbrías y húmedas de Centroamérica y Suramérica tropicales hasta alturas de 1500 m.

## Taxonomía
El género fue descrito por Robert Brown y publicado en Hortus Kewensis; or, a Catalogue of the Plants Cultivated in the Royal Botanic Garden at Kew. London (2nd ed.) 5: 215. 1813.
Etimología
El nombre del género Brassia (abreviado Brs.) fue otorgado en honor de William Brass, un ilustrador de botánica del siglo XIX.

## Especies deBrassia
La especie tipo: Brassia maculata R.Br., in W.T.Aiton (1813)
- Brassia allenii
- Brassia angustilabia Schltr. (1925)
- Brassia antherotes Rchb.f. (1879)
- Brassia arachnoidea Barb.Rodr. (1877)
- Brassia arcuigera Rchb.f. (1869)
- Brassia aurantiaca (Lindl.) M.W.Chase, Phytotaxa 20: 27 (2011).
- Brassia aurorae D.E.Benn., Lindleyana 7: 87 (1992).
- Brassia bennettiorum (Dodson) Senghas, Schlechter Orchideen I/C(33-36): 2097 (1997).
- Brassia bidens Lindl. (1844)
- Brassia boliviensis Schltr. (1913)
- Brassia caudata (L.) Lindl. (1825)
- Brassia cauliformis C.Schweinf. (1946)
- Brassia chloroleuca Barb.Rodr. (1877)
- Brassia cochleata Knowles & Westc. (1838)
- Brassia cyrtopetala Schltr. (1912)
- Brassia filomenoi Schltr. (1921)
- Brassia gireoudiana Rchb.f. & Warsz. (1854)
- Brassia helenae Rchb. ex Linden (1881)
- Brassia huebneri Schltr. (1925)
- Brassia iguapoana Schltr. (1925)
- Brassia jipijapensis Dodson & N.H.Williams (1980)
- Brassia josstiana Rchb.f. in E.A.von Regel (1854)
- Brassia koehlerorum Schltr. (1921)
- Brassia lanceana Lindl. (1835)
- Brassia maculata R.Br. in W.T.Aiton (1813)
- Brassia neglecta Rchb.f. (1856)
- Brassia pascoensis D.E.Benn. & Christenson (2001)
- Brassia peruviana Poepp. & Endl. (1836)
- Brassia rhizomatosa Garay & Dunst. (1965)
- Brassia signata Rchb.f. (1881)
- Brassia suavissima Pupulin & Bogarín (2005)
- Brassia thyrsodes Rchb.f. (1868)
- Brassia transamazonica D.E.Benn. & Christenson (2001)
- Brassia verrucosaBateman ex Lindl. (1840)
- Brassia villosa Lindl. (1854)
- Brassia wageneri Rchb.f. (1854)
- Brassia warszewiczii Rchb.f. (1852)

## Híbridos deBrassia
- Brassia maculata × Brassia longissima

## Híbridos deBrassiaintergenéricos
- Alexanderara : Alxra ( Brassia x Cochlioda x Odontoglossum x Oncidium )
- Bakerara : Bak ( Brassia x Miltonia x Odontoglossum x Oncidium )
- Banfieldara : Bnfd ( Ada x Brassia x Odontoglossum )
- Beallara : Bllra ( Brassia x Cochlioda x Miltonia x Odontoglossum )
- Brilliandeara : Brlda ( Aspasia x Brassia x Cochlioda x Miltonia x Odontoglossum x Oncidium )
- Degarmoara : Dgmra (Brassia x Miltonia x Odontoglossum)
- Derosaara : Droa (Aspasia x Brassia x Miltonia x Odontoglossum)
- Goodaleara : Gdlra (Brassia x Cochlioda x Miltonia x Odontoglossum x Oncidium
- Maclellanara : Mclna (Brassia x Odontoglossum x Oncidium)
- Odontobrassia : Odbrs (Brassia x Odontoglossum)
- Poeppigara : Ppg (Brassia x Miltonia x Miltoniopsis x Odontoglossum).
- Ruizara : Ruz (Brassia x Miltonia x Miltoniopsis x Odontoglossum).
- Sanderara : Sand (Brassia x Cochlioda x Odontoglossum).
- Schafferara : Schfa (Aspasia x Brassia x Cochlioda x Miltonia x Odontoglossum).
- Shiveara : Shva (Aspasia x Brassia x Odontoglossum x Oncidium).
- Solanderara : Slr (Brassia x Cochlioda x Miltoniopsis x Odontoglossum).
- Wingfieldara : Wgfa (Aspasia x Brassia x Odontoglossum).

Nombre común
- "Orquídeas araña", denominadas así por su forma singular.